# Józef Lang
Józef Lang, właściwie Josip Lang (ur. 25 stycznia 1857, zm. 1 listopada 1924 w Zagrzebiu) – Czcigodny Sługa Boży Kościoła katolickiego, biskup pomocniczy Zagrzebia.

## Życiorys
Urodził się w miejscowości Lepšić w mieście Ivanić-Grad. Ukończył gimnazjum klasyczne w Zagrzebiu w 1877 r. W 1880 uzyskał doktorat z filozofii na Papieskim Uniwersytecie Gregoriańskim w Rzymie. Kontynuował studia teologiczne. Został wyświęcony na kapłana w Zagrzebiu w 1883 roku. Pracował m.in. jako kapelan w Szpitalu Sióstr Miłosierdzia w Zagrzebiu, nauczyciel i rektor seminarium duchownego. W latach 1912–1914 był proboszczem parafii katedralnej w Zagrzebiu. Niósł pomoc duszpasterską i charytatywną. W 1908 został mianowany kanonikiem, a w 1912 protonotariuszem apostolskim. W 1915 został mianowany biskupem pomocniczym Zagrzebia, ze stolicą tytularną Alabandy. Pomagał charytatywnie wdowom i sierotom w trakcie i po zakończeniu I wojny światowej.
Zmarł 1 listopada 1924 roku. Został pochowany w katedrze Wniebowzięcia Najświętszej Marii Panny w Zagrzebiu.

## Proces beatyfikacyjny
25 listopada 2024 papież Franciszek promulgował wobec niego dekret o heroiczności cnót.